# Jonathan Carver
Jonathan Carver (Weymouth, Massachusetts, 13 de abril de 1710–Londres, 31 de enero de 1780) fue un explorador colonial de Massachusetts y luego escritor, recordado por haberse aventurado al oeste de la parte alta del río Misisipí, penetrando en el Oeste americano más que cualquier otro explorador inglés antes de la revolución de las Trece Colonias (1789) y por haber estimulado con sus libros la curiosidad acerca de las rutas hasta el Pacífico, más tarde satisfechas por Alexander MacKenzie (1789 y 1792-1793) y la expedición de Lewis y Clark (1804-1806).
Carver había servido en milicia colonial de Massachusetts en el inicio de la Guerra Francesa e India y después fue contratado para explorar las tierras conquistadas a los franceses, una expedición que alcanzó Minnesota y Wisconsin. A su regreso, su patrocinador había sido acusado de traición y a Carver no se le pagó. En 1769 se marchó a Inglaterra para intentar cobrar sus servicios, tarea a la que dedicó el resto de su vida. En ese tiempo escribió el relato de su exploración, Travels... [Viajes...] que se publicó en Londres en 1778 siendo muy popular.
La ciudad de Carver (Minnesota) y el condado de Carver, en Minnesota fueron nombrados en su memoria por su exploración y cartografía de la región.

## Biografía
Jonathan Carver nació en Weymouth, Massachusetts, y luego se trasladó con su familia a Canterbury, Connecticut. Más tarde se casó con Abigail Robbins, se convirtió en zapatero y se cree que tuvieron siete hijos.
En 1755 Carver se unió a la milicia colonial de Massachusetts en el inicio de la Guerra Francesa e India. En 1757, Carver amigo de Robert Rogers, se alistó con los Burke's Rangers. Los Rangers de Burke en 1758 se convirtieron en una parte de los Rogers' Rangers. Durante la guerra estudió topografía y técnicas de cartografía. Tuvo éxito en el servicio militar y, finalmente, se convirtió en capitán de un regimiento de Massachusetts en 1761. Dos años más tarde dejó el ejército con la determinación de explorar los nuevos territorios adquiridos por los británicos como consecuencia de la guerra.
Inicialmente Carver fue incapaz de encontrar un patrocinador para las exploraciones propuestas, pero en 1766, Rogers le contrató para que dirigiera una expedición para encontrar una vía fluvial al oeste hasta el océano Pacífico, el ansiado Paso del Noroeste. Había un gran incentivo para descubrir esa ruta y el rey y el Parlamento habían prometido un gran premio en oro por tal descubrimiento. La ruta oriental del Pacífico era alrededor del cabo de Buena Esperanza, una ruta era a la vez largo y disputada por las potencias europeas.

### Viajes y exploración
En la primavera de 1766, Carver dejó Fort Michilimackinac, en la actual Mackinaw City (Míchigan) (Míchigan), el antiguo fuerte militar y puesto comercial francés establecido a orillas del estrecho de Mackinac, entre el lago Hurón y el lago Míchigan. Partió en las grandes canoas del comercio de pieles y viajó por las rutas comerciales ya bien conocidas por los franceses (véase: Primeras rutas canadienses en canoa). Su ruta lo llevó a lo largo de la costa norte del lago Míchigan, cruzó a través de lo que hoy es la península del condado de Door en Wisconsin y procedió a lo largo del borde occidental de la bahía hasta llegar a lo que hoy es Green Bay (Wisconsin), Wisconsin. Allí había un pequeño asentamiento metis al pie de Green Bay (lago Míchigan), así como un monasterio francés cercano en De Pere (Wisconsin). Carver se reabasteció aquí y luego continuó. Remontó por el río Fox hasta la aldea de los indios winnebago en el extremo norte delhomónimo lago Winnebago, en el sitio de la actual ciudad de Neenah (Wisconsin). Continuando por el río Fox finalmente llegó al "Grand Portage", un porteo muy utilizado entre el río Fox y el río Wisconsin. Este era un importante lugar del comercio de pieles porque a partir de ahí (ahora Portage (Wisconsin) las pieles podían enviarse desde los Grandes Lagos hasta el río Wisconsin, y por lo tanto, luego al Misisipí y Nueva Orleans.
Carver cruzó el río Wisconsin y luego viajó por el Misisipí saliendo en el gran campamento de comercio en Prairie du Chien. En lugar de volverse al sur hacia Nueva Orleans, su expedición se encaminó hacia el norte en lo que hoy es Minnesota. A finales del verano había llegado a las cataratas de San Antonio en lo que ahora Minneapolis. Pasó algún tiempo con la tribu cerca de las cataratas, pero se volvió hacia el sur, por el Misisipí para encontrar un lugar más adecuado para pasar el invierno. Durante esta parte del viaje descubrió Carver's Cave.
Pasó el invierno en un pueblo tribal en lo que hoy es el este de Iowa. La siguiente primavera se encontró con James Tute y James Stanley Goddard, que habían sido enviados para acompañar a Carver en su viaje. Ellos continuaron explorando y cartografiando aguas arriba por el río Misisipí a través de lo que hoy son Minnesota y Wisconsin. Luego se dirigieron a Grand Portage en el lago Superior, con la esperanza de que Rogers les hubiese enviado suministros ahí. Sin embargo, en lugar de los suministros encontraron una carta suya reprendiéndoles por haber gastado tanto dinero como tenían y advirtiéndoles que fueran más ahorrativo en el futuro. Al no poder continuar sin esos suministros tan necesarios, se dirigieron de vuelta a Fort Michilimackinac, llegando el 29 de agosto de 1767.
Se encontró con que su patrocinador el gobernador real Robert Rogers estaba bajo sospecha de conspirar de traición contra Inglaterra. El 6 de diciembre de 1767, Rogers fue arrestado, acusado de traición, encadenado y puesto en confinamiento solitario. Si bien pasó un invierno miserable en un cuerpo de guardia sin calefacción, Carver probablemente pasó el tiempo preparando su diario de la expedición para su publicación. En la primavera de 1768 en el primer barco de la temporada se envió a Carver y a Rogers a Detroit. Carver viajaba en la relativa comodidad de una cabina de pasajeros, mientras que Rogers se vio obligado a pasar el viaje sentado sobre las rocas de lastre en la bodega de la nave. Rogers fue llevado a Montreal para un consejo de guerra, y aunque fue declarado inocente de los cargos en su contra, no fue devuelto a su posición como gobernador real. Carver presentó una lista de gastos a sus superiores, pero el pago fue denegado con el argumento de que Rogers no había tenido la suficiente autoridad para ordenar una expedición.
Carver se indignó ya que creía que había sido legítimamente contratado por la Corona para cartografiar y explorar el territorio recién adquirido. Creía que posiblemente había identificado un Paso del Noroeste. Había pasado dos años trabajando y ahora tenía poco que mostrar por ello, salvo los mapas y libros de registro. Nadie parecía interesado. En 1769 Carver fue a Inglaterra para pedir al gobierno el pago prometido y una recompensa por identificar un potencial Paso del Noroeste.
Dejó a su esposa Abigail en las colonias y nunca la volvió a ver. Pasó el resto de su vida solicitando al gobierno [inglés] sus pagos. De hecho, en última instancia, obtuvo dos concesiones separadas de la Corona, aunque no la gran recompensa por identificar el Paso del Noroeste. Mientras trabajaba en este esfuerzo de cabildeo, escribió su libro Travels... [Viajes...], y comenzó una segunda familia en Londres.

## El libro

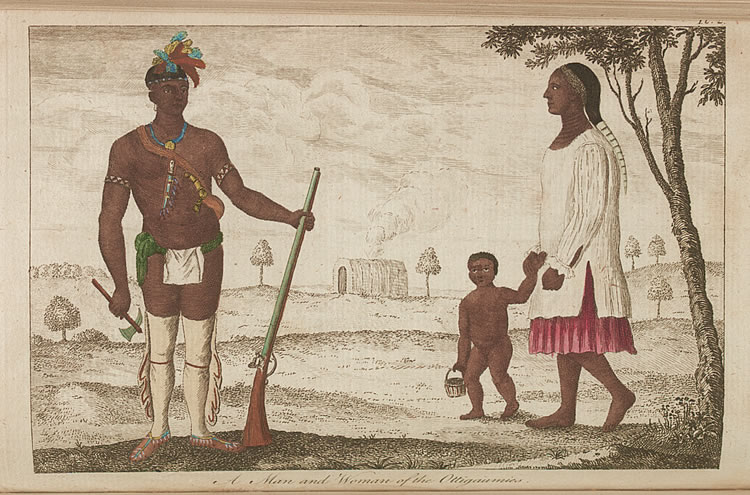
A Man and Woman of the Ottigaumies, placa de cobre del libro de Jonathan Carver, edición de 1781.

El libro de Carver fue un éxito inmediato cuando se publicó por primera vez en 1778, y al año siguiente apareció una segunda edición en Dublín (se han publicado ya más de treinta ediciones y versiones en varios idiomas). Fue un libro muy importante en la historia de la exploración del Oeste americano ya que Carver fue el primer explorador de habla inglesa que se aventuró al oeste de la parte alta del río Misisipí. Anticipó la idea de una divisoria continental ya que fue el primero en hablar de una gran cadena de montañas al oeste (presumiblemente las Montañas Rocosas) que bloqueaba el paso hacia el oeste y servía de divisoria continental. Además, el nombre de 'Oregon' aparece aquí por primera vez impreso, tanto en el texto como en uno de los mapas. Carver había penetrado más en el oeste que cualquier otro explorador inglés antes de la Revolución y estimuló la curiosidad acerca de las rutas al Pacífico, más tarde satisfechas por Alexander MacKenzie (1789 y 1792-1793) y la expedición de Lewis y Clark (1804-1806). El libro resultó, y se mantuvo, inmensamente popular. Los beneficios no llegaron lo bastante pronto para él, sin embargo, ya que murió en la pobreza el 31 de enero de 1780 en Londres.
En el siglo XX, la fiabilidad de la narración de Carver ha sido debatida por los eruditos. El examen del diario manuscrito de Carver ha establecido que difiere en aspectos importantes de la versión publicada. Las investigaciones más recientes apuntan a la conclusión de que aunque Carver realmente hizo el viaje que describió, suprimió el hecho de que actuó como un agente a sueldo del Gobernador Real Mayor Robert Rogers, más que en su propia responsabilidad.
E.G. Bourne, en un ensayo de 1906 publicado en el American Historical Review, resumió su visión del libro de Carver:

Los eruditos están de acuerdo en general en que gran parte del trabajo en este volumen es un compendio o adaptación de los escritos históricos de Charlevoix, Adair y La Hontan. Hay capítulos enteros leídos cercanos al texto literal de uno o más de estos otros autores.
Scholars are in general agreement that much of the work in this volume is an abridgement or adaptation of historical writings by Charlevoix, Adair, and La Hontan. Entire chapters read as near verbatim text from one or more of these other authors.
E.G. Bourne

## La concesión de Carver
Después de la muerte de Carver, John Coakley Lettsom compró los derechos de autor del libro y publicó una tercera edición [1781]. Lettsom afirmó que tenía en su poder una escritura, firmada por dos jefes sioux, dando el título a Carver de cerca de 30 000 km² en lo que hoy es Wisconsin y Minnesota. La escritura no pudo ser localizada después de la muerte en Londres de la viuda de Carver.
En 1804 un grupo de descendientes de Carver pidió al Congreso de los EE. UU. los derechos de propiedad sobre una gran extensión de tierra en Wisconsin y Minnesota, alegando que el acta supuestamente fechada en la «Great Cave, May the 1st, 1767» entitulaba a Carver y su familia de más de 30 000 km² de tierra. En concreto, identificaron: «La totalidad de un determinado tramo de territorio de tierras, delimitada de la siguiente manera, a saber: desde las cataratas de San Antonio, corriendo por la orilla este del Misisipí, casi sureste, hasta el lago Pepin, donde el Chippewa se une al Misisipí, y de allí hacia el este, cinco días de viaje, lo que representa veinte millas inglesas por día, y de allí otra vez a las cataratas de San Antonio, en una línea recta directa.» Esta extensión triangular en el noroeste de Wisconsin y el este de Minnesota habría sido limitada por las líneas que van desde la moderna Minneapolis, al sureste hasta Pepin, a continuación, hacia el este hasta cerca de Stevens Point, y de allí al noroeste aproximadamente a través de Eau Claire hasta Minneapolis.
El Congreso investigó su reclamación y, en última instancia, llegó a la conclusión de que la ley inglesa del momento prohibía cualquier concesión de tierras a particulares. También concluyeron que el propio Carver nunca hizo mención alguna de tal concesión en su libro o después, y, finalmente, de que ningún indio en la región tenía conocimiento de que se hubiera hechas tal transacción por la generación de sus abuelos; en 1817, los ancianos sioux de St. Paul habían dicho a los herederos de Carver que ni siquiera existieron jefes con los nombres de la escritura. El Congreso concluyó, el 29 de enero de 1823, que los herederos de Carver no tenían los derechos de ese terreno en Wisconsin. Los especuladores de tierras y estafadores, no obstante continuaron promoviendo la venta de partes de la "Concesión de Carver" ("Carver's Grant") durante medio siglo más. De acuerdo a la Sociedad Histórica de Wisconsin:

Los eruditos modernos que han revisado todas las pruebas no pueden confirmar la existencia de tal concesión a Carver, que nunca lo mencionó en los registros que sobreviven. Tienen, sin embargo, documentados una gran cantidad de engaños, manipulación y autoengaño de sus herederos y sus agentes cuando intentaban vender partes de la tierra en las décadas que siguieron a su muerte.
Modern scholars who have reviewed all the evidence cannot confirm the existence of any such grant to Carver, who never mentioned it in surviving records. They have, however, documented a great deal of deceit, manipulation, and self-delusion by his heirs and their agents as they attempted to sell portions of the land in the decades following his death.
Wisconsin Historical Society

## Obras
- Travels Through the Interior Parts of North America in the Years 1766, 1767, and 1768 [Viajes a través de las partes interiores de América del Norte en los años 1766, 1767 y 1768], publicado por vez primera en 1778.[6]

- The Journals of Jonathan Carver and Related Documents, 1766-1770 [Los Diarios de Jonathan Carver y documentos relacionados]. Editado por John Parker. Minnesota Historical Society Press, 1976. Este fue el relato original de la expedición de Carver, del que deriva Travels y parece que es mucho más fiable que el libro.

- A Treatise on the Culture of the Tobacco plant; with the manner in which it is usually cured adapted to northern climates and designed for the use of the landholders of Great Britain [Un tratado sobre la cultura de la planta del tabaco; con la manera en que por lo general se cura adaptada a los climas del norte y diseñada para el uso de los propietarios de Gran Bretaña], Londres, 1779. «Escrito durante la Guerra de la Independencia (1775-1783), o como Carver delicadamente expresa sus 'disensiones presentes infelices', cuando se interrumpió el comercio, este tratado detalla los métodos necesarios para cultivar tabaco en Gran Bretaña. Carver sostiene que dos actos del parlamento del reinado de Carlos II que prohíben el cultivo de tabaco, deben derogarse. Carver sintió que el terrateniente se beneficiaría, el ingreso podría ser restaurado a la tesorería a través de un impuesto sobre las plantas, y que los fumadores estarían más que satisfechos con el 'poderoso aromático' tabaco producido en un clima del norte».[7]

## Los papeles de Carver
Los papeles de Jonathan Carver están disponibles para su uso en investigación. Incluyen copias fotostáticas de un diario de la expedición de Carver al río Misisipí (1766-1767), un diario de descubrimientos (Survey journal) y un diccionario de la lengua naudowessee y transcripciones de estos documentos; están las copias de los reconocimientos y levantamientos topográficos y escrituras de la concesión de tierras de Carver de 1767, que abarcó unos cuatro millones de acres en la actual oeste de Wisconsin; copias de cartas acerca de la Guerra Francesa e India (1759) y los regalos de James Tute a los indios (1768); copias de dos peticiones al gobierno británico (1769-1770) pidiendo que a Carver se le reembolsasen los gastos por su expedición hasta el Misisipí; y una copia de una recomendación del gobierno británico sobre esta solicitud.
Hay otros documentos relacionados con Jonathan Carver y la concesión de tierras Carver también están disponibles.

## Trivia
La serie de Discovery Channel de fenómenos paranormales llamada A Haunting produjo un episodio que detalla una supuesta aparición en una antigua finca en la costa de West Bay Lake en Wisconsin. El episodio alega que el fantasma de Carver atormentó a varios propietarios de la finca Summerwind , que finalmente la abandonaron y posteriormente se quemó como resultado de varios rayos. Además de aparecer un hombre que había sido hipnotizado qy ue estaba poseído por el fantasma de Carver diciendo que «él era fuerte y sus siete hijos son débiles». El padre del mismo hombre llegó a ser hipnotizado y se le vio desenterrar la concesión en una caja debajo de la escalera del sótano. Cuando regresaron a la casa y se dirigieron al lugar solo encontraron un espacio en el que la caja podría encajar, pero no se encontró ni caja ni la concesión que habría estado en el interior.